# Mindaugas Malinauskas
Mindaugas Malinauskas (ur. 11 sierpnia 1983 w Wilnie) – litewski piłkarz, występujący na pozycji bramkarza. Od początku 2018 roku zawodnik klubu FK Nevėžis Kėdainiai.